# قبرة (مورة)
قبرة مورة هي بلدية تقع في مقاطعة طرويل في أرغون في إسبانيا . وفقًا لإحصاء عام 2004 ( INE ) كان عدد سكان البلدية 119 نسمة. أما في عام 2018 فكان 55 ساكنًا فقط يعيشون في البلدية التي تشهد انخفاضًا ثابتًا في عدد السكان منذ عام 2007.